# هاري غوردون
هاري غوردون (بالإنجليزية: Harry Gordon)‏ (10 ديسمبر 1931 غلاسكو المملكة المتحدة - 29 يوليو 2014) هو لاعب كرة قدم بريطاني.
لعب جوردون لفريق رينجرزلكنه وقّع مع لبيري من فريق بيترشيل الإسكتلندي خارج الدوري كما لعب 24 مرة مع بيري على مدار سبع سنوات ومن ثم وانضم إلى بوكستون عند المغادرة. لعب مع رونكورن قبل أن ينضم إلى موسلي. كان هاري هداف موسلي خلال موسم 1960م-1961م حيث سجل 34 هدفا ليغادر موسلي فيما بعد كي ينضم مرة أخرى إلى بوكستون.